# Popielina-Towarzystwo
Popielina-Towarzystwo est une localité polonaise de la gmina de Lututów, située dans le powiat de Wieruszów en voïvodie de Łódź.